# یونس اکبرپور
یونس اکبرپور (زادهٔ ۲۵ اسفند ۱۳۸۰) بازیکن فوتبال اهل ایران است که در پست دفاع چپ برای باشگاه فوتبال ملوان در لیگ برتر خلیج فارس بازی می‌کند.

## سوابق باشگاهی و ملی
یونس اکبرپور فوتبال خود را از جوانان باشگاه فوتبال سایپا آغاز کرد و در سال ۲۰۲۰ به باشگاه فوتبال پارس جنوبی جم تحت نظر محمد نصرتی سرمربی وقت این باشگاه شروع به فعالیت کرد و ۱۵ بازی برای ای باشگاه انجام داد و بعد از یک فصل درخشان به باشگاه فوتبال مس رفسنجان حاضر در لیگ برتر پیوست و زیر نظر محمد ربیعی سرمربی این تیم یک فصل را سپری کرد و بعد از یک فصل حضور به باشگاه فوتبال آلومینیوم اراک شاگرد سید مهدی رحمتی شد و در این تیم مشغول به بازی است.
وی سابقه دعوت شدن و بازی در  تیم ملی امید ایران را نیز دارد.